# Wymiana jonowa
Wymiana jonowa to zjawisko i proces wymiany ruchliwych jonów na inne jony tego samego znaku zachodzący na jonicie.
Jeżeli proces wymiany jonowej towarzyszy innym procesom, np. procesowi adsorpcji, wówczas mówi się często o sorpcji lub adsorpcji jonowymiennej (sorpcji wymiennej, adsorpcji wymiennej).